# Lebeta

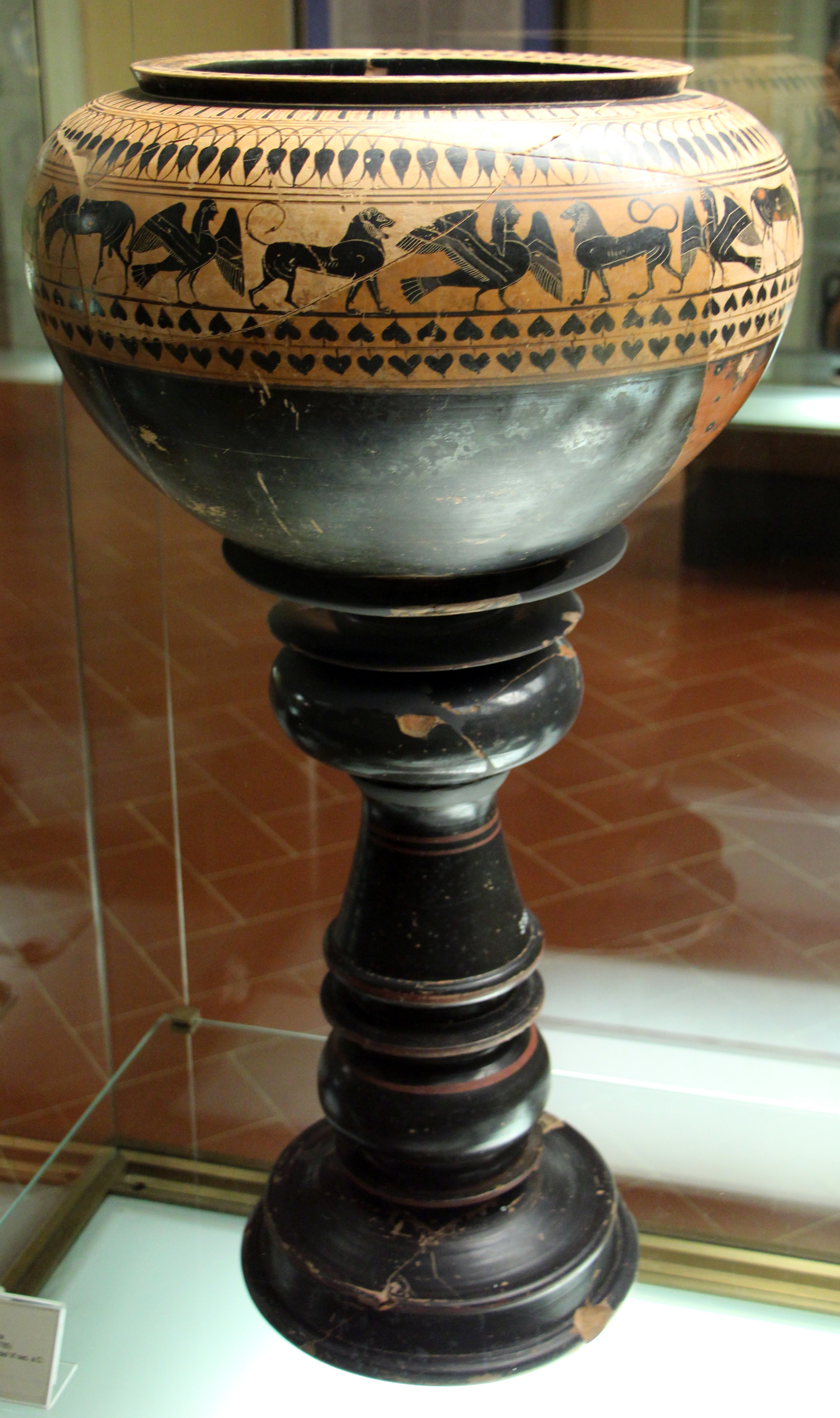
Lebeta sobre una alta peana cilíndrica.

Lebeta o lebes, (en griego λέβης) en la Antigua Grecia es una vasija similar a una palangana sin asas y con el fondo convexo, por lo que necesitaba un soporte para mantenerla derecha. En la época clásica se la adosó un pie y se utilizaba normalmente como cuenco para mezclar en la preparación de las comidas. 
Su uso ceremonial generó la «lebeta nupcial» (lebes gámico), vaso de pie alto y dos asas, utilizado en los rituales nupciales de purificación. 
También se fabricaron lebetas de metal (bronce), como premio en competiciones atléticas. Un recipiente similar se documenta en la civilización etrusca. 